# شرف آباد بالا (مقاطعة دلفان)
شرف‌آباد بالا (بالفارسية: شرف‌آباد بالا) هي قرية تقع في قسم كاكاوند الغربي الريفي (مقاطعة دلفان) في إيران. يقدر عدد سكانها بـ 313 نسمة .